# Élie-Abel Carrière
Pour les articles homonymes, voir Carrière.
Élie-Abel Carrière, né le 4 juin 1818 à May-en-Multien et mort le 17 août 1896, est un horticulteur et un botaniste français.

## Carrière
Il est chef jardinier des pépinières du Muséum national d'histoire naturelle de Paris. Il est le rédacteur en chef de la Revue horticole à partir de 1866 et exerce une profonde influence sur l'horticulture.
Spécialiste des conifères, il décrit de très nombreuses espèces ainsi que les nouveaux genres Tsuga, Keteleeria et Pseudotsuga. Sur ce sujet, il publie le Traité général des conifères ou description de toutes les espèces et variétés de ce genre aujourd'hui connues, avec leur synonymie, l'indication des procédés de culture et de multiplication qu'il convient de leur appliquer (1855, seconde édition largement revue 1867).
Il publie de très nombreux ouvrages sur la culture des arbres fruitiers ainsi que sur l'obtention des variétés horticoles. Il écrit aussi des livres de philosophie et de morale.
Il est membre de la Société nationale d'horticulture de France.